# LAND OF RICHES Reverse
『LAND OF RICHES Reverse』（ランド・オヴ・リッチズ・リバース）は、L⇔Rの2枚目のミニアルバム。

## 概要
- 「LAND OF RICHES」のアウトテイク集。オリジナルではアメリカ人エンジニアが手掛けていた楽曲を、今作は全曲日本人エンジニアがミックスを手掛けている。
- 本作がポリスター所属時における最後の作品となった。
- アルバムは限定版の『L』を含めリマスターなどで再発売がされているが、本作はされていない。

## 収録曲
1. TELEPHONE CRAZE [テレフォン・クレイズ] (4:22)
作詞:黒沢健一、作曲:黒沢健一・木下裕晴、
2. EQUINOX [イクイノックス] (4:22)
作詞:海野祥年、作曲:黒沢健一
3. RED & BLUE [レッドアンドブルー] (3:29)
作詞:海野祥年、作曲:黒沢健一
4. LAND OF RICHES-2 [ランド・オヴ・リッチズ2] (3:43)
作詞:黒沢健一、作曲:木下裕晴・黒沢健一

## クレジット
1. L⇔R
黒沢健一:l.vocals & guitars
黒沢秀樹:e.&a. guitars & vocals
木下裕晴:bass guitars & vocals
嶺川貴子:vocals, percussions & keyboards
2. ゲストミュージシャン
遠山裕:keyboards & manipulate
岡井大二:drums & percussions

全曲の録音とミックスをHideo Nishiが担当している。
付属のブックレットには使用された楽器名が列挙されている。